# Mr. Lordi
Tomi Petteri Putaansuu známý jako Mr. Lordi (* 15. února 1974 Rovaniemi) je finský zpěvák a frontman hard rockockové a heavy metalové skupiny Lordi.
V mládí vystudoval filmovou akademii. Byl prvním členem skupiny, kterou založil v roce 1991. Skupina neměla žádné další členy a tak jako její vznik se uvádí až rok 1996, kdy do skupiny přišel Amen a G-Stealer. Od počátku měl v úmyslu vystupovat v maskách a při koncertech využívat pyrotechnické prvky. Kromě zpěvu pro skupinu navrhuje také kostýmy. Byl tvůrcem prvního videoklipu k písni Would you Love a Monsterman. Graficky ztvárnil všechny přední obaly alb nebo singlů a k tomu vytvořil nebo se podílel na textu a hudbě ke každé ze zatím vydaných písní. Jako frontman skupinu zastupuje při rozhovorech a oficiálních příležitostech.